# 필름 카메라
필름 카메라는 사진 필름을 사용하는 카메라이다. 본래는 필름이라는 명칭 없이 카메라라고 불렸으나, 2000년대 초반 디지털 카메라의 판매량이 급증하면서 이와 구분하기 위해 필름카메라라는 명칭이 붙었다. 약칭으로 필카라고도 칭한다.
2000년대 초반까지 대중적인 사용도를 자랑했으나, 1995년 시장에 첫 등장한 뒤 2000년대 초반 폭발적인 성장 속도를 기록한 디지털 카메라에 밀려 2000년대 중반부터는 대중적으로 쓰이지 않게 되었다.

## 역사
2003년 디지털 카메라에 처음 판매량이 밀린 이후 계속 하락세를 겪고 있으며 캐논은 2010년 생산을 중단했으며 2018년 재고 출하마저 중단하였다.
현재는 니콘 등에서 명맥만 이어가는 수준이다.

## 제조사
- 라이카
- 미놀타
- 아그파
- 야시카
- 올림푸스
- 캐논
- 코닥
- 니콘
- 인스탁스

## 같이 보기
- 사진기
- 사진 필름
- 디지털카메라
- 거리계연동카메라
- 이안 반사식 카메라
- 일안 반사식 카메라